# 로만 아모얀
로만 하사니 아모얀(아르메니아어: Ռոման Հասանի Ամոյան, 1983년 9월 3일~)은 아르메니아의 전직 레슬링 선수로 2008년 하계 올림픽에서 남자 그레로코만형 밴텀급 동메달을 획득했다. 또한 세계 선수권 대회에서 3번 결승 진출하여 은메달 1개, 동메달 2개를 획득했고 유럽 선수권 대회에서 금메달 2개, 은메달 4개를 획득했다.

## 개인사
아모얀은 야지디인으로 조카인 말하스 아모얀도 아르메니아 국가대표 레슬링 선수이다.